# Estadio Mestalla
Estadio Mestalla – stadion piłkarski w Walencji (w dzielnicy Mestalla) z trybunami o pojemności 48 600 miejsc siedzących, wybudowany w latach 1922–1923 i otwarty 20 maja 1923 r. Nazwa obiektu pochodzi od nazwy dzielnicy, w której jest on zlokalizowany, zaś nazwa dzielnicy Mestalla pochodzi od jednego z ośmiu kanałów irygacyjnych z rzeki Turia, przepływającej przez Walencję. Od momentu oddania do użytku jest domowym stadionem Valencii CF, stanowiąc własność klubu.

## Historia
Obiekt został zaprojektowany przez architekta i zarazem członka klubu – Francisco Almenara Quinzę. Budowę stadionu rozpoczęto w 1922 r., a jego otwarcie nastąpiło 20 maja 1923 r. podczas derbowego meczu Valencii CF z Levante FC, wygranego przez gospodarzy 1:0, po bramce Arturo Montesinosa Cebriána. Trybuny mogły początkowo pomieścić 17 tys. widzów.
W latach 1969–1994 nosił nazwę Estadio Luis Casanova dla upamiętnienia honorowego prezesa klubu – Luisa Casanovy Ginera. Kilkakrotnie rozbudowywany (w latach 1927, 1940, 1945–1946, 1959, 1972, 1973, 1982, 1989, 2013–2014). Był miejscem rozgrywania trzech spotkań podczas Mistrzostwa Świata w 1982 r. oraz meczów finałowych Pucharu Króla Hiszpanii (1926, 1929, 1936, 1990, 1993, 1998, 2000, 2009, 2011, 2014).
Po oddaniu do użytkowania nowego stadionu Valencii CF – Nou Mestalla, dotychczasowy obiekt ma zostać zburzony, zaś w jego miejscu planowana jest budowa osiedla wielorodzinnych budynków mieszkalnych.